# Gaio Lelio
Gaio Lelio (235 a.C. – 160 a.C.) è stato un politico e militare romano.

## Biografia
Fu uno dei migliori amici e più stretti collaboratori di Publio Cornelio Scipione Africano, che seguì in Spagna e in Africa durante la seconda guerra punica come prefetto della flotta, legato e questore.
Si distinse particolarmente nella conquista di Nova Carthago (210 oppure 209 a.C.) e in seguito, nella campagna contro Siface e nella decisiva battaglia di Zama (ottobre 202 a.C.).
Sappiamo che dopo un viaggio di trentasette giorni, partito da Tarraco in Spagna (in seguito alla presa di Nova Carthago), sul finire del 210 (o più probabilmente del 209 a.C.), Gaio Lelio raggiunse a Roma. Quando entrò in città insieme ad una grande schiera di prigionieri attirò l'attenzione del popolo che si riversò lungo le strade al suo passaggio. Il giorno seguente venne ricevuto in senato, dove raccontò che Nova Carthago era stata presa in una sol giorno. Si trattava della principale città cartaginese della Spagna. Oltre a questa notizia riferì che erano state riprese alcune delle città che si erano ribellate ai Romani, mentre altre erano state accolte come nuove alleate.
I prigionieri riferirono cose analoghe a quelle comunicate in precedenza dalla lettera di Marco Valerio Messalla, secondo il quale Asdrubale Barca si stava preparando per passare con un secondo grande esercito in Italia, tanto da destare nuove preoccupazioni nei senatori, visto che a stento si era riusciti a resistere ad Annibale ed al suo esercito. Lelio riferì degli stessi argomenti anche all'assemblea del popolo. Alla fine il senato decretò che venissero ordinate per un giorno pubbliche cerimonie di ringraziamento agli dèi per l'esito felice della guerra in Spagna e ordinò a Lelio di far ritorno dal suo comandante Scipione il prima possibile, con le stesse navi con cui era venuto.
Dopo la fine della seconda guerra punica fu edile plebeo, pretore e console nel 190 a.C.. Intorno al 160 a.C. fornì importanti informazioni sulla vita dell'amico, Scipione Africano, allo storico Polibio.
Gaio Lelio è il padre di Gaio Lelio Sapiente, console nel 140 a.C. insieme a Quinto Servilio Cepione.